# ミザールテック
株式会社ミザールテック（英:MIZAR-TEC Co.,Ltd.）は、日本の光学機器メーカー・卸売会社。天体望遠鏡や双眼鏡、フィールドスコープ、顕微鏡などの光学製品を一般向けに販売するほか、企業・公共施設向け光学関連機器の受注生産を行う。

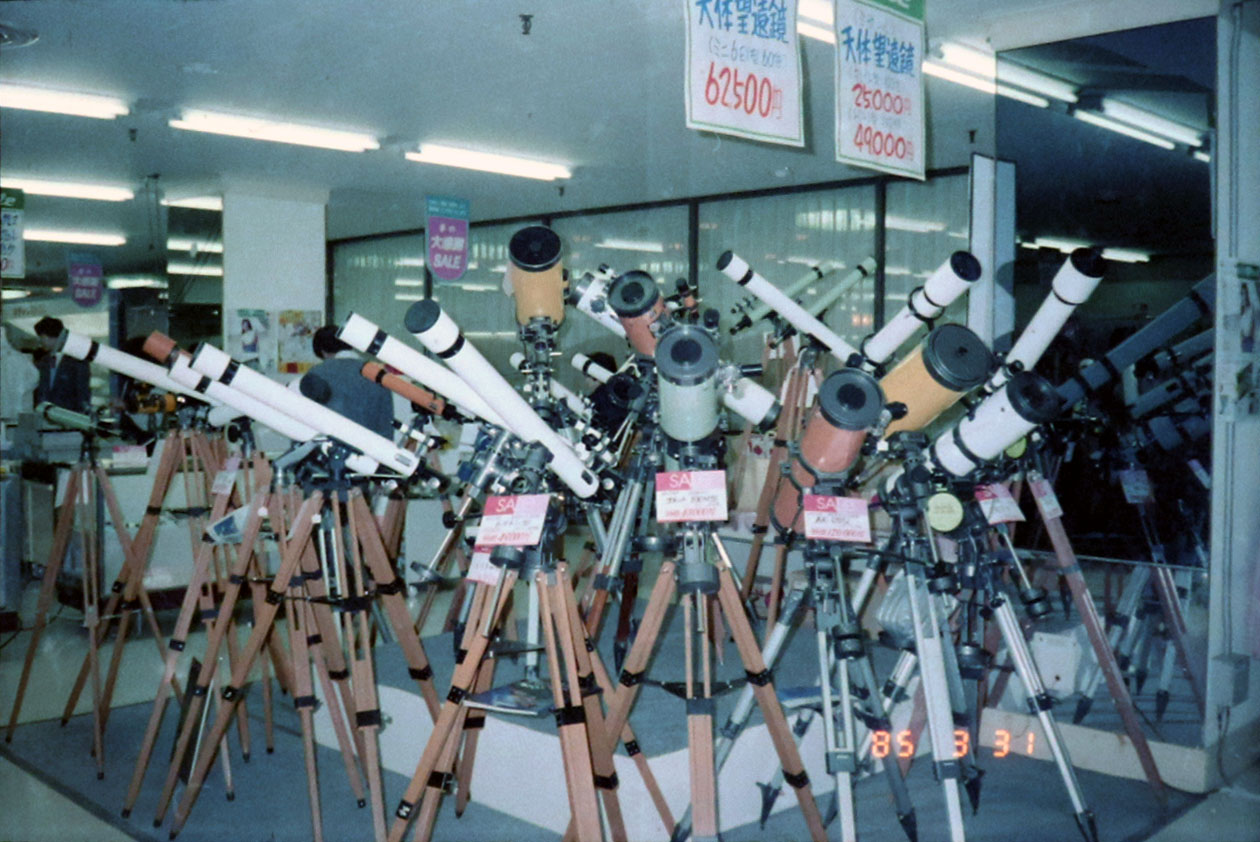
望遠鏡売り場に並ぶミザール望遠鏡（1985年）

特に天体望遠鏡事業では、昭和44年（1969年）に国内シェア55％を獲得するなど、昭和40年代から50年代にかけて日本国内で最大手であった。技術的にも、赤道儀の自動追尾化やシステム化、光学系の高精度化の流れを先導し、日本の天体望遠鏡産業史に一時代を築いた。

## 社名

### 由来
社名に含まれる「ミザール」は、現法人の源流である日野金属産業株式会社が、同社の天体望遠鏡製品に用いたブランド「ミザール」を継承するものである。
古代のアラビアにおいて、おおぐま座の二重星ミザール・アルコルが兵士の視力検査に使われていたというエピソードをふまえて、「夜空に輝く無数の星々にも、それぞれにそれぞれの物語があり、そしてロマンがあり」、「このロマンを一人でも多くの方々に知っていただきたい」という思いから、「ミザール」ブランドが誕生したとされている。

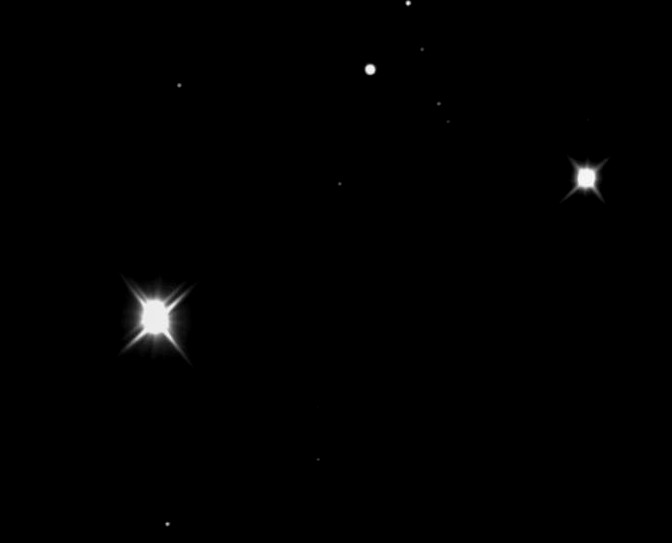
二重星ミザール・アルコル

### ブランドとしての「ミザール」
1957年の天体望遠鏡参入当初、「ミザール」は日野金属が展開する天体望遠鏡製品に限って使用されるブランドに過ぎず、これに顕微鏡製品に使用された「ミルトン」ブランドを加えた2つの主力ブランドが並立していた。この状態は1970年頃まで続いた。しかし、1973年には「ミルトン」ブランドが消滅し、顕微鏡製品も「ミザール」ブランドに完全に一本化される。これ以降、「ミザール」ブランドは、日野金属産業株式会社、株式会社ミザール、株式会社ミザールテックのいずれの時代においても、各種光学製品に幅広く採用され、一貫して主力ブランドに位置づけられた。

## 歴史

### 沿革

#### 黎明期
1952年、築地3丁目に現在のミザールテックの源流にあたる日野金属産業株式会社が設立された。社名に「金属」が含まれるのは、創業当初、アース棒や電線スリーブ管ほか金属材料の代理店業務を主力としていたためである。
望遠鏡事業参入のきっかけは、1956年の火星大接近であった。当時の社長生沼好三が、息子に天体望遠鏡を買い与えた際、「天体観測は情操教育になると同時に、(中略)未来を考えていく(中略)テーマとなる」と考え、将来の天体望遠鏡市場の成長を確信、海外の資料などを参考に「安価で誰でも楽しめる望遠鏡をつくろう」との設計思想の下、望遠鏡の開発を開始した。翌1957年には、日野金属初の天体望遠鏡製品として口径40㎜と60㎜の屈折経緯台を完成させ、ここにミザール望遠鏡が誕生した。

#### 天体望遠鏡事業の拡大
1960年代に入ると、池谷薫（当時19歳）による彗星発見やアポロ計画の進展などが続き、天体望遠鏡業界に追い風となる出来事が相次いだ。その結果、生沼好三の予想通り国内の望遠鏡生産額は右肩上がりに規模を拡大し、1960年には約10億円に過ぎなかったのが1979年には約49億円になった。これは物価の上昇を考慮しても、2倍以上に成長したことになる。このような中で日野金属は、東京メガネやアイリスメガネ、ヤマト眼鏡院などといった眼鏡チェーンの店舗網を主な足掛かりとする販売戦略と、学生を筆頭に比較的若い世代をターゲットとした積極的な製品投入で順調に業績を拡大し、主業務も金属材料の卸から光学製品へと徐々に移行していった。

#### 国内最大手に
1965年、ミザールはH-100型100㎜反射赤道儀を発売した。結果的に、この望遠鏡の登場が「ミザール」を国内最大の天体望遠鏡ブランドに押し上げることとなる。当時未開拓状態だった100㎜クラス反射望遠鏡を32000円(1965年当時)という「画期的な」価格で切り拓いたH-100型は、市場ニーズとの合致や、天文誌における性能テストでの好成績などを背景として爆発的に販売を拡大し、1965年の発売から1979年の実質的な生産終了までの累計販売台数は5万台を突破した。これを受け、拡大を続ける天体望遠鏡市場において日野金属はシェアを飛躍的に上昇させ、1969年時点での国内市場占有率は55％を記録。需要の実に約半分を賄うトップメーカーに躍り出た。同時に行われた理科教育振興協会によるアンケート調査「あなたはどのメーカーの望遠鏡が良いと思いますか」においても、最多の31％が「ミザール望遠鏡」と回答しており、その高い人気がうかがえる。
1973年には、他社製品も含めた小型赤道儀を汎用的に自動追尾化できるM.M.D（ミザール・モーター・ドライブ）改良型を発売（実用新案47-9436）。それまで手動での追尾が常識だった移動可能小型赤道儀の恒星時追尾自動化を実現し、アマチュア天文家の移動観測に革命をもたらした。この製品は、日本初の交直流兼用赤道儀駆動装置でもある。
1975年には、完全民生用の量産中小型天体望遠鏡としては日本で初めてカタディオプトリク光学系を採用したCX-150型を発売。当時としては画期的なコンピューターを用いた光学設計が施され、「月刊天文ガイド」や「天体望遠鏡のすべて」などにおける高評価、東京都の輸出推奨品への指定などを背景に国内外で販売を伸ばした。

#### システム化の時代
1977年、日本の望遠鏡生産額が史上初めて100億円を突破した。このような好況の中、日野金属は1978年にAR・SP両赤道儀を発売。これらは、同社初の本格的システム赤道儀であると同時に、我が国における天体望遠鏡のシステム化の先駆けであった。これに続き、鏡筒の機種数拡大に乗り出したほか、汎用プレートやガイド用マウントなどオプション製品の拡充を開始。ARシステムが最大となった1983年時点では、自社製品だけで4572通りの組み合わせのシステムが可能だったとされている。このAR赤道儀は、3度にわたるモデルチェンジを経つつ、実質的に20年間販売された。

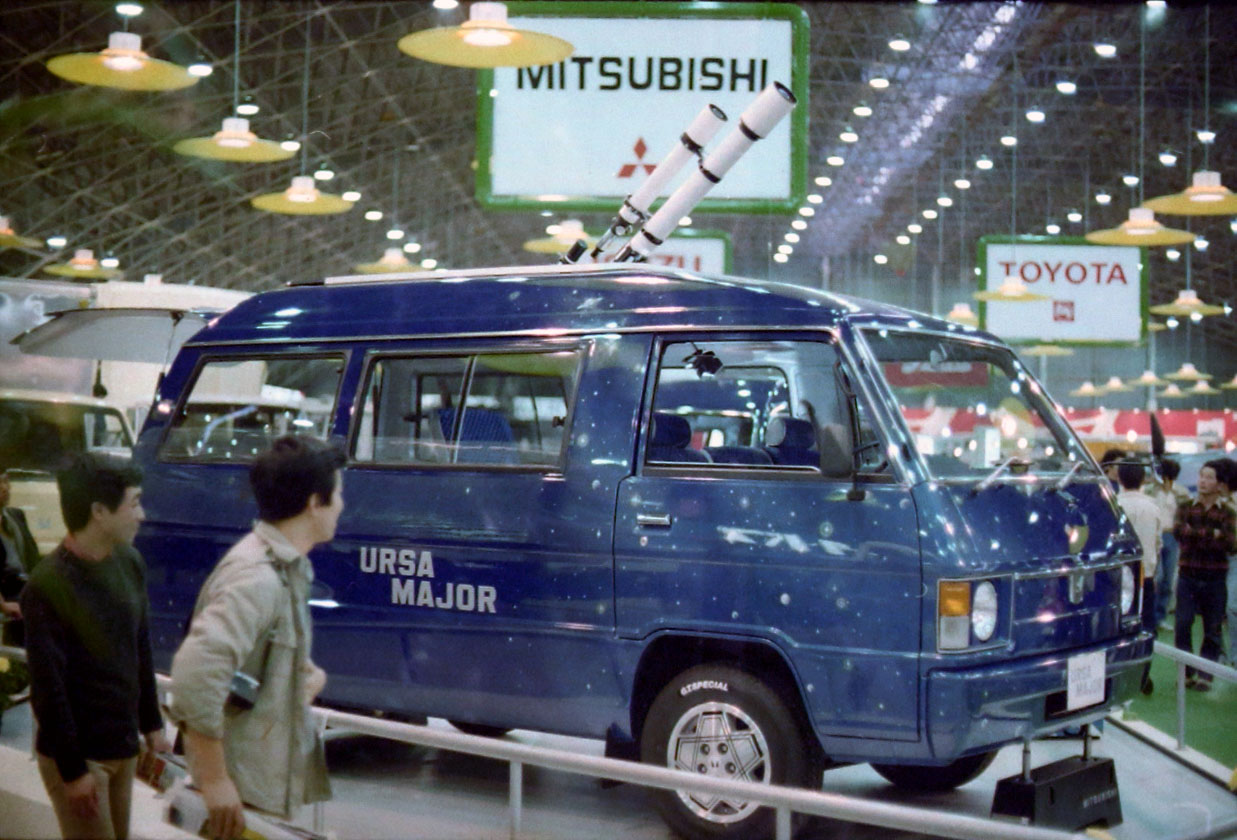
天体観測仕様車「ウルサマジョール」

また、1960年代から続くレジャーブームの隆盛を背景に、三菱自動車工業による天体観測車両の開発に参画。最終的に、三菱・デリカハイルーフをベースとした車体にミザール・カイザー型ベースの屈折赤道儀を装備した「ウルサマジョール」(おおぐま座の意；二重星ミザールの属する星座である)、および、三菱・ミニキャブハイルーフをベースとした車体にミザール・AR-100SL(後述)ベースの反射赤道儀を装備した「ウルサマイノール」(こぐま座の意)の合計2モデルが完成し、1979年開催の第23回東京モーターショー(東京・晴海)において同時発表された。両モデルは、天体観測を目的に設計された自動車としては、約4年後の1983年に初号機が市場投入される五藤光学研究所の移動天文台「アストロカー」と並ぶ、日本における最初期の試みとなった。
1981年には、国内メーカーによる光害シャットフィルターとしては最初期のものにあたる「μ(ミュー)フィルター」を発売した。
1982年には、反射鏡筒120SLに、整形誤差λ/20以内を保証したRS20シリーズをラインナップ。圧倒的な高精度と、欧米の流行を取り入れたカラフルな鏡筒が話題を呼ぶことになった。
1983年には、新式のカタディオプトリク光学系を独自に開発（PAT.S-62-33570）。「月刊天文ガイド」はこの光学系について、「いくらか糸巻き型の歪曲が残っている」としつつも、「色消しは非常に良好」と評している。「アルテア」の名称で市販された。

#### ハレー彗星回帰前後
ハレー彗星回帰が目前に迫った1985年、世界的な需要旺盛を背景に、国内の天体望遠鏡生産額は史上最高の約245億円に達していた。この波に乗って各社が新製品の開発を急ぐ中、日野金属もほぼ社運を賭ける形で赤道儀自動導入システムの新規開発に踏み切った。独自に高分解能の光学式エンコーダを開発したうえ、独自の演算アルゴリズムも構築。完成したシステムは「革命」の意を込めてRVと命名され、「星の手帖」誌で「非常に斬新」と評価されたマウントの新デザインやソリッド式の採用、競合機にあたるビクセン「マイコンスカイセンサー」よりも大幅に薄型でありながら記憶天体数が多いコントローラーなど、性能・機能面でもその名称に相応しい製品となり、「月刊天文ガイド」も「実用的」と評したほか、望遠鏡販売店も「本格的コンピューターマウント」や「無限の可能性を秘めた」などと銘打った。
しかしこれと同時に、既に巨大なシステムが完成されていたARシリーズは生産終了となり、その上RVシステムのアドバンテージである導入装置にはARシステムとの互換性が全くなかったため、RVへの移行は結果的に、それまでの顧客を事実上切り捨てることになってしまった。さらに、天体をコントローラーにインプットする作業の遅れのため発売が大幅にずれ込んだうえ、巨額の投資を行って高性能を実現したが故の11万8千円(コントローラーのみ)という高価格が影響し、事実上、より安価なマイコンスカイセンサーの後塵を拝する結果に終わった。
そのうえ、天体望遠鏡業界全体にも逆風が吹き荒れた。1985年のプラザ合意を受けて円高誘導が開始したことに伴い、海外製品と比較したときの価格競争力が低下。OEM供給などを通じて各社が行ってきた海外輸出事業が大打撃を被ったうえ、海外製品の国内における価格は急落し、競争が激化した。それに加え、ハレー彗星回帰後の望遠鏡市場は、反動的に猛烈な勢いで縮小を開始。1985年には業界全体で約250億円あった生産高が、翌1986年には200億円を割り込み、さらに1988年には火星の大接近があったにもかかわらず100億円の大台割れ寸前となった。1986年からの3年間で、生産量が実に半減したのである（ハレー・ショック）。また国内メーカーは、ハレー彗星回帰に伴う大量需要への対応で既に疲弊しており、特にマイコン開発で経営に余裕が少なかった日野金属は、主要販路であった老舗眼鏡チェーンが新興に押されて事業縮小を進めたことも災いし、非常に厳しい舵取りを迫られる事態に陥った。

#### 新生ミザール誕生
1987年、日野金属産業株式会社は、以前から一部部品のOEM供給を行って規格統一を進めていたエイコーグループと経営統合し、現法人の前身の事業会社にあたる株式会社ミザールが誕生した。この経営統合に伴い、目黒にあった日野金属の本社機能は豊島区の旧東京エイコー本社に、大阪市生野区にあった大阪営業所も天王寺区の旧大阪エイコー本社に集約、東北事業所は整理された。一方、「エイコー」ブランドにはこの時点で終止符が打たれ、ブランドは「ミザール」のみが存続した。

### 年表
- 1937年（昭和12年）- 映光社が本郷1丁目で創業。（エイコー）
- 1952年（昭和27年）- 日野金属産業株式会社が築地3丁目で創業。
- 1957年（昭和32年）- 天体望遠鏡事業に参入。
- 1958年（昭和37年）- 映光社が株式会社エイコーに商号を変更。（エイコー）
- 1963年（昭和38年）- エース型屈折経緯台、H65型・H85型反射経緯台、初代M.M.D発売。
- 1965年（昭和40年）- H-100型反射赤道儀発売。
- 1969年（昭和44年）- 国内シェア55％、メーカー別支持率31％（首位）。ニューアポロ型屈折赤道儀発売。
- 1972年（昭和47年）- カイザー型屈折赤道儀、スバル型屈折経緯台発売。
- 1973年（昭和48年）- M.M.D改良型発売。
- 1975年（昭和50年）- CX-150型カタディオプトリク赤道儀発売、東京都輸出推奨品指定。M.M.D Ⅲ型発売。
- 1976年（昭和51年）- 株式会社東北エイコー設立。（エイコー）
- 1977年（昭和52年）- 日本の望遠鏡総生産高が100億円を初めて突破。
- 1978年（昭和53年）- ARシリーズ発売。
- 1980年（昭和55年）- SPシリーズ発売。ARクーデシステム発売。
- 1981年（昭和56年）- 対光害フィルター「μフィルター」発売。
- 1982年（昭和57年）- 創立30周年。AR・SPシリーズがフルモデルチェンジ。
- 1983年（昭和58年）- アルテア15型鏡筒、FA-80型鏡筒、MMD-QZ発売。RS20シリーズ登場。
- 1985年（昭和60年）- RVシリーズ発売。国内望遠鏡生産高が約245億円に達しピークを迎える。
- 1986年（昭和61年）- CC-01発表。
- 1987年（昭和62年）- 日野金属とエイコーグループが経営統合、株式会社ミザール誕生。
- 1988年（昭和63年）- 日本の望遠鏡総生産高が100億700万円(過去10年間で最低)に。
- 1990年（平成2年）- EXマウント発売。
- 1995年（平成7年）- SD-102R発売。アクロマートの102Rもラインナップ。
- 1996年（平成8年）- New AR赤道儀（SPDX赤道儀）発売。
- 2005年（平成17年）- TC-750、MT-70R発売。

## 事業

### 天体望遠鏡
1957年の参入から現在に至るまで、一貫して同社の基幹をなしてきた主力事業の一つで、昭和40～50年代にかけて国内最大の規模を誇った。また、光学ガラスの製造・型押・研磨から鏡筒・架台の組み立てまでに渡るほぼ全工程をグループ内に収め、天体望遠鏡の垂直統合を確立させていた。
また、日本光学工業（現ニコン）への鏡筒の供給や、アストロ光学工業へのOEM供給を行うなど、他社に対する供給も積極的に行った。
日野金属は、「ミザール」ブランド以外にも、より廉価なラインとして「Best」ブランドを擁していた。

### 双眼鏡
1971年から本格的に販売を開始。1990年代にはハイエンドラインの独自ブランド「アークテック」をラインナップ。

### 顕微鏡
かつては「ミルトン」ブランドで展開。現在は「ミザール」ブランド。
2019年時点では、ラインナップは初心者向けから研究者向けの製品までをカバーしている。

### その他
フィールドスコープやルーペなどの光学関連製品の他、コンパスなどのアウトドア商品も取り扱う。
また、赤血球凝集検査鏡などの医療器メーカー向け医療用光学機器のほか、公共機関向けの公害測定光学ユニットや、信号機非球面集光レンズ、セラミック反射鏡、光通信発光器用案内望遠鏡などの各種企業・研究機関向け特殊光学機器の納入実績がある。

## 主な事業所・工場

### 事業所・支店
- 本社・東京営業所（東京都 豊島区）- ミザールビルディング(旧東京エイコー本社ビル)。1987年に目黒本社から移転。
- 大阪営業所（大阪府 東大阪市）- 杉浦ビル。天王寺区の営業所から再移転。
- 仙台営業所（宮城県 仙台市）- 旧東北エイコー本社ビル。（撤収）
- 目黒本社（東京都 目黒区碑文谷）- 初代目黒本社。
- 目黒本社（東京都 目黒区目黒本町）- 2代目の目黒本社。
- 目黒本社（東京都 目黒区中央町）- 3代目の目黒本社。サニーフーズビル。
- 大阪営業所（大阪市 生野区）- 初代大阪営業所。
- 大阪営業所（大阪市 天王寺区）- 2代目大阪営業所。旧大阪エイコー本社ビル。

### 工場
- 碑文谷工場（東京都 目黒区碑文谷）- （移転）
- 本町工場（東京都 目黒区目黒本町）- 2代目目黒本社に併設。（移転）
- 本社工場（東京都 目黒区中央町）- 3代目目黒本社に併設。（移転）

### エイコーの過去の事業所
- エイコービル（東京都 文京区）- 1960年代のエイコー本社（本郷本社）。現在は同名のテナントビルとなっている。

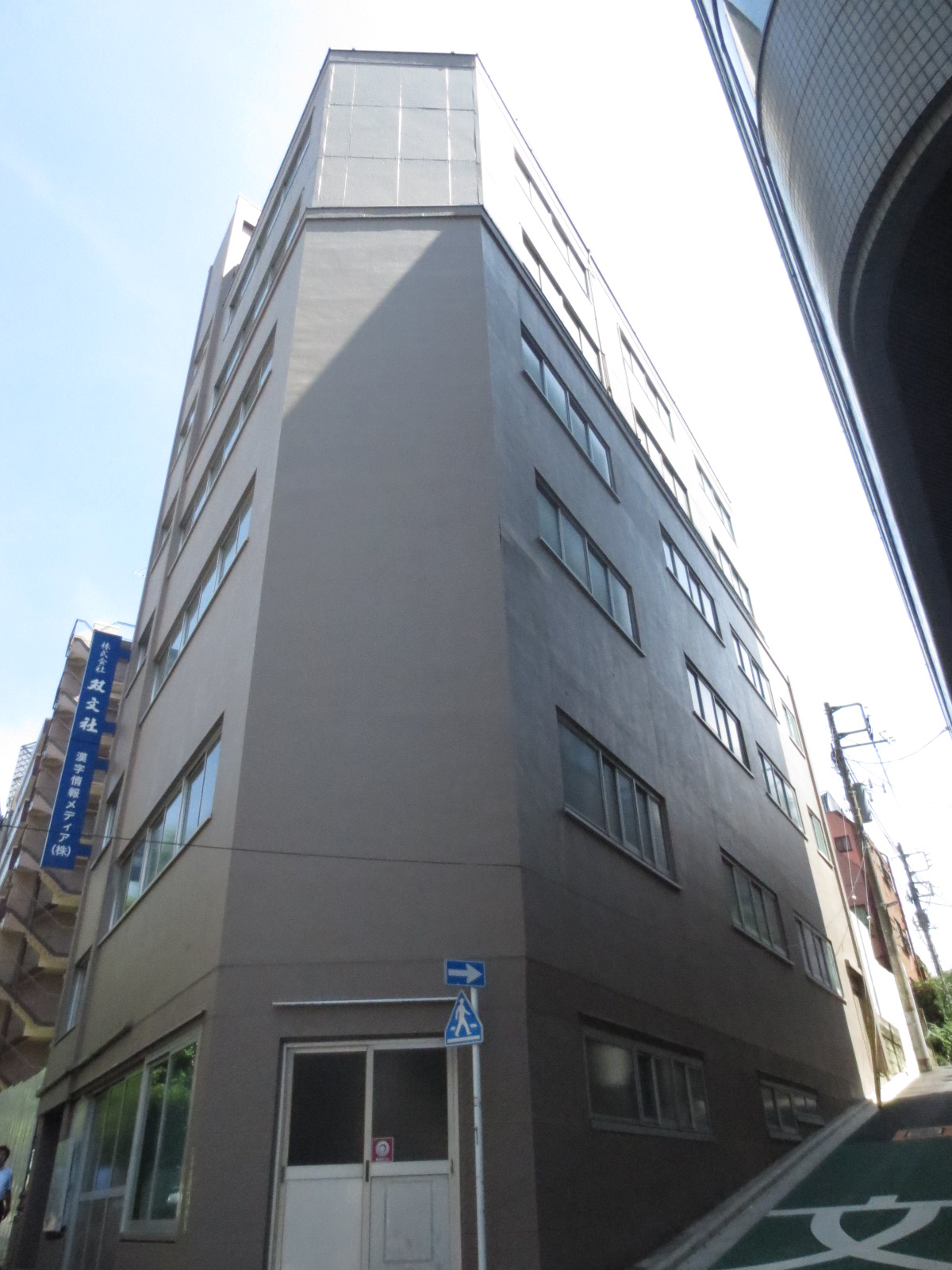
エイコービル(旧エイコー本郷本社)

## 広告

### コーポレートメッセージ

#### 現在のコーポレートメッセージ
- DRAMATIC FIELD　躍動する自然を、とらえる。（国内向け）
- helping bring our world into focus（海外向け）

#### 過去のコーポレートメッセージ
- 宇宙めざしていつもトップを行く ミザール望遠鏡
- いま日本で一番よく売れている ミザール望遠鏡
- 抜群の高性能と信頼性に誇る ミザール・マーク
- ナウな天体望遠鏡 ミザール望遠鏡
- 宇宙をみつめる ミザール望遠鏡
- いま日本で一番売れている ミザール望遠鏡
- 技術と信用のトップメーカー
- 天体望遠鏡のトップメーカー
- 信頼のブランド
- ミザールだから、新しい。

## 関連する企業・人物
- ミードインスツルメンツ - ミザールと1980年代後半に業務提携し、相互OEM供給を行った。
- スターライト・コーポレーション - 設立時に製品流通の支援を行った。
- 生沼好三 - 日野金属産業の元代表取締役。AF56型40㎜屈折経緯台の「56」は、当時生沼好三が56歳であったことに由来する[7]。
- 生沼利亮 - 日野金属産業の元代表取締役。経営者であると同時に設計者でもあった[24]。1992年よりエリオテック代表取締役[25]。